# 重湯
重湯（おもゆ）は、伝統的な流動食の一種で、多量の水分を加えてよく煮た薄い粥の上澄み液のことをいう。

## 概要
通常は白米にその10倍前後の水を加えて長時間煮た粥をガーゼなどの薄布で漉して飯粒を除き、塩を加えて薄い塩味をつけて味を調える。
日本では重湯は古くから病人食や離乳食などに用いられてきた。重湯の主成分は水分と糊状のデンプンであり、消化がとても良く水分と糖分を効率良く補給できるという点で病人や乳児の流動食として理に適った食品といえる。
重湯はゼリーにもなり、嚥下障害のある患者に与えられることもある。